# Deutsche Meisterschaften in der Nordischen Kombination 2006

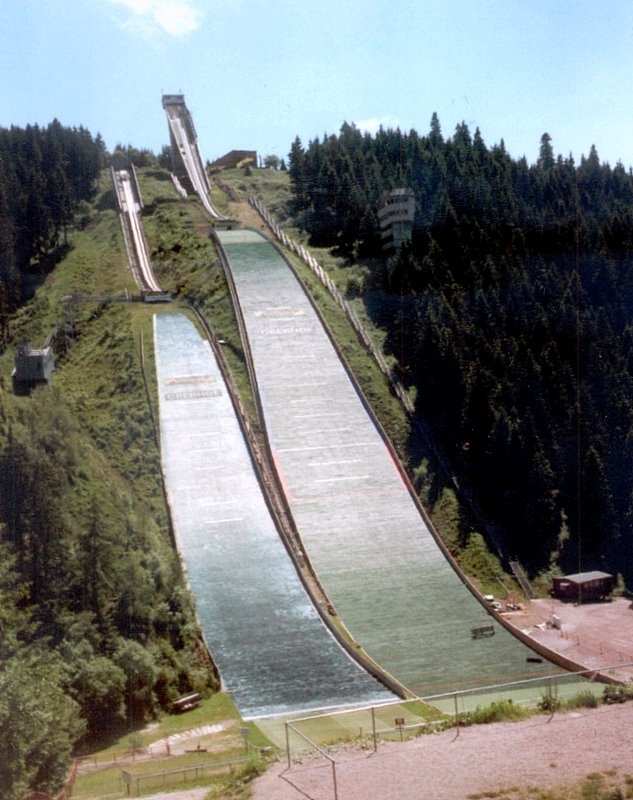
Schanzenanlage im Kanzlersgrund in Oberhof

Die Deutschen Meisterschaften in der Nordischen Kombination 2006 fanden vom 5. bis zum 8. Oktober 2006 im thüringischen Oberhof statt. Der Veranstalter war der Deutsche Skiverband, während der Thüringer Skiverband für die Durchführung zuständig war. Die Sprungläufe wurden auf der mit Matten belegten Schanzenanlage im Kanzlersgrund ausgetragen. Es fand ein Gundersen-Wettkampf sowie ein Sprint statt.
Der Sachse Björn Kircheisen wurde Doppelmeister, während Eric Frenzel beide Wettkämpfe der Junioren gewinnen konnte. Rennleiter der Meisterschaften war Marco Zeiske, Bundestrainer war Hermann Weinbuch.

## Teilnehmer
| 41 Teilnehmer aus fünf Bundesländern                           | 41 Teilnehmer aus fünf Bundesländern       |
| -------------------------------------------------------------- | ------------------------------------------ |
| - Baden-Württemberg (7) - Bayern (2) - Nordrhein-Westfalen (2) | - Sachsen (9) - Thüringen (21) – Gastgeber |

## Ergebnisse

### Sprint Männer
Der Sprint fand am 6. Oktober statt. Es nahmen 41 Athleten teil, von denen alle in die Wertung kamen. Nachdem ein Wertungssprung durchgeführt wurde, wurden drei Runden à 2,3 km sowie eine Runde à 1,9 km gelaufen. Björn Kircheisen zeigte die beste Sprungleistung und konnte den Vorsprung mit der viertbesten Laufzeit ins Ziel bringen.
| Platz | Name                | Verein                       | Sprungpunkte | Laufzeit | Rückstand |
| ----- | ------------------- | ---------------------------- | ------------ | -------- | --------- |
| 01.   | Björn Kircheisen    | WSV Johanngeorgenstadt, SVS  | 129,1        | 19:11,9  |           |
| 02.   | Christian Beetz     | SV Biberau, TSV              | 120,5        | 19:01,8  | +23,9     |
| 03.   | Ronny Ackermann     | Rhoener WSV, TSV             | 125,7        | 19:22,3  | +24,4     |
| 04.   | Georg Hettich       | ST Schonach-R., SBW          | 118,0        | 19:13,9  | +46,0     |
| 05.   | Jens Gaiser         | SV Mitteltal-Obertal, SBW    | 115,1        | 19:15,1  | +59,2     |
| 06.   | Florian Schillinger | SV Baiersbronn, SBW          | 116,4        | 19:46,1  | +1:25,2   |
| 07.   | Eric Frenzel        | WSC Oberwiesenthal, SVS      | 109,3        | 19:25,8  | +1:32,9   |
| 08.   | Tino Edelmann       | SC Motor Zella-Mehlis, TSV   | 106,5        | 19:25,6  | +1:43,7   |
| 09.   | Matthias Menz       | SC Steinbach-Hallenberg, TSV | 107,5        | 19:33,7  | +1:47,8   |
| 10.   | Benjamin Pfeiffer   | SV Biberau, TSV              | 121,4        | 20:29,8  | +1:48,9   |
| 11.   | Ruben Welde         | SC Sohland, SVS              | 117,6        | 20:20,9  | +1:55,0   |
| 12.   | Marco Kühne         | SC Motor Zella-Mehlis, TSV   | 097,3        | 19:07,1  | +2:02,2   |
| 13.   | Sebastian Reuschel  | WSV Johanngeorgenstadt, SVS  | 109,1        | 19:56,4  | +2:04,5   |
| 14.   | Marcel Höhlig       | WSV Oberhof, TSV             | 106,5        | 19:50,3  | +2:08,4   |
| 15.   | Tom Beetz           | SV Biberau, TSV              | 095,9        | 19:11,6  | +2:12,7   |

### Einzel Männer
Der Einzelwettbewerb fand am 7. Oktober in der Gundersen-Methode über 15 Kilometer statt. In der Ergebnisliste werden nur die Athleten der Jahrgänge 1980 bis 1986 aufgeführt. Alle 16 Teilnehmer kamen in die Wertung. Björn Kircheisen zeigte die beste Sprungleistung, während Tom Beetz die beste Laufzeit hatte.
| Platz | Name             | Verein                       | Sprungpunkte | Laufzeit | Rückstand |
| ----- | ---------------- | ---------------------------- | ------------ | -------- | --------- |
| 01.   | Björn Kircheisen | WSV Johanngeorgenstadt, SVS  | 257,1        | 34:38,4  |           |
| 02.   | Christian Beetz  | SV Biberau, TSV              | 239,2        | 34:35,5  | +1:09,1   |
| 03.   | Georg Hettich    | ST Schonach-R., SBW          | 233,2        | 34:39,1  | +1:36,7   |
| 04.   | Tom Beetz        | SV Biberau, TSV              | 230,1        | 34:30,9  | +1:40,5   |
| 05.   | Marcel Höhlig    | WSV Oberhof, TSV             | 223,8        | 34:31,0  | +2:05,6   |
| 06.   | Tino Edelmann    | SC Motor Zella-Mehlis, TSV   | 226,4        | 34:42,7  | +2:07,3   |
| 07.   | Jens Gaiser      | SV Mitteltal-Obertal, SBW    | 224,1        | 34:41,8  | +2:15,4   |
| 08.   | Matthias Menz    | SC Steinbach-Hallenberg, TSV | 238,3        | 36:03,2  | +2:39,8   |
| 09.   | Jens Kaufmann    | SV Baiersbronn, SBW          | 220,7        | 34:54,5  | +2:42,1   |
| 10.   | Marco Kühne      | SC Motor Zella-Mehlis, TSV   | 210,2        | 34:50,8  | +3:20,4   |

### Sprint Junioren
Der Sprint fand am 6. Oktober statt. Juniorenmeister wurde Eric Frenzel.
| Platz | Name               | Verein                      | Sprungpunkte | Laufzeit |
| ----- | ------------------ | --------------------------- | ------------ | -------- |
| 01.   | Eric Frenzel       | WSC Oberwiesenthal, SVS     | 109,3        | 19:25,8  |
| 02.   | Benjamin Pfeiffer  | SV Biberau, TSV             | 121,4        | 20:29,8  |
| 03.   | Ruben Welde        | SC Sohland, SVS             | 117,6        | 20:20,9  |
| 04.   | Sebastian Reuschel | WSV Johanngeorgenstadt, SVS | 109,1        | 19:56,4  |
| 05.   | Toni Schlott       | SC Motor Zella-Mehlis, TSV  | 100,5        | 19:36,2  |

### Einzel Junioren
Der Einzelwettbewerb fand am 7. Oktober in der Gundersen-Methode über 15 Kilometer statt. Es gingen 23 Junioren an den Start. Juniorenmeister wurde Eric Frenzel.
| Platz | Name               | Verein                      | Sprungpunkte | Laufzeit | Rückstand |
| ----- | ------------------ | --------------------------- | ------------ | -------- | --------- |
| 01.   | Eric Frenzel       | WSC Oberwiesenthal, SVS     | 237,4        | 35:04,4  |           |
| 02.   | Sebastian Reuschel | WSV Johanngeorgenstadt, SVS | 240,2        | 36:22,7  | +1:07,3   |
| 03.   | Benjamin Anschütz  | SC Motor Zella-Mehlis, TSV  | 227,6        | 35:54,9  | +1:29,5   |
| 04.   | Toni Englert       | WSV Johanngeorgenstadt, SVS | 229,7        | 36:16,4  | +1:43,0   |
| 05.   | Benjamin Pfeiffer  | SV Biberau, TSV             | 197,6        | 35:03,3  | +2:37,9   |